# فيليبي سواريز
فيليبي سواريز (بالبرتغالية: Felipe Soares‏) (22 يوليو 1985 في البرازيل - ) هو لاعب كرة قدم برازيلي في مركز الظهير. لعب مع ستاندارد لييج ونادي إنترناسيونال وK.S.V. Roeselare ‏ ونادي بايساندو ‏ ونادي فورتاليزا ونادي ميراسول وClube Esportivo Bento Gonçalves ‏ وإسبورت إنترناسيونال ‏ وNacional Futebol Clube ‏ ونادي لاجيادينزي وBrasa Futebol Clube ‏.

## روابط خارجية
- فيليبي سواريز على موقع قاعدة بيانات كرة القدم.إي يو (الإنجليزية)
- فيليبي سواريز على موقع Soccerway.com (الإنجليزية)